# (1255) Schilowa
(1255) Schilowa ist ein Asteroid des Hauptgürtels, der am 8. Juli 1932 vom russischen Astronomen Grigori Nikolajewitsch Neuimin in Simejis entdeckt wurde.
Benannt ist der Asteroid nach der russischen Astronomin und Bahnberechnerin Mariya Wasilyewna Schilowa.